# Доброводівська сільська рада (Збаразький район)
Доброво́дівська сільська́ ра́да — адміністративно-територіальна одиниця та орган місцевого самоврядування у Збаразькому районі Тернопільської області. Адміністративний центр — село Доброводи.

## Загальні відомості
Доброводівська сільська рада утворена в 1940 році.
- Територія ради: 20,42 км²
- Населення ради: 1 917 осіб (станом на 2001 рік)
- Територією ради протікають річки Гнила, Гнізна

## Населені пункти
Сільській раді були підпорядковані населені пункти:
- с. Доброводи

## Склад ради
Рада складалася з 16 депутатів та голови.
- Голова ради: Модний Роман Романович
- Секретар ради: Пиріжок Марія Ярославівна

### Керівний склад попередніх скликань
| Прізвище, ім'я, по батькові | Основні відомості                                                        | Дата обрання | Дата звільнення |
| --------------------------- | ------------------------------------------------------------------------ | ------------ | --------------- |
| Пиріжок Андрій Миколайович  | Сільський голова, 1957 року народження, член Української Народної Партії | 26.03.2006   | 31.10.2010      |
| Модний Роман Романович      | Сільський голова, 1986 року народження, освіта вища, безпартійний        | 31.10.2010   |                 |

Примітка: таблиця складена за даними сайту Верховної Ради України

### Депутати
За результатами місцевих виборів 2010 року депутатами ради стали:

#### За суб'єктами висування
| Суб'єкт висування | Кількість обраних депутатів | %   |
| ----------------- | --------------------------- | --- |
| Самовисування     | 16                          | 100 |

#### За округами
| № округу | Прізвище, ім'я, по батькові    | Дата визнання обраним | Освіта  | Партійна приналежність | Відомості про обраного депутата     |
| -------- | ------------------------------ | --------------------- | ------- | ---------------------- | ----------------------------------- |
| 1        | Назар Марія Іванівна           | 01.11.2010            | вища    | позапартійна           | Доброводівський ліцей, викладач     |
| 2        | Пиріжок Марія Мирославівна     | 01.11.2010            | вища    | позапартійна           | тимчасово не працює                 |
| 3        | Чудакевич Марія Зіновіївна     | 01.11.2010            | середня | позапартійна           | ВК-63, майстер                      |
| 4        | Нетреба Василь Ярославович     | 01.11.2010            | середня | позапартійний          | ВК-63, медбрат                      |
| 5        | Білоус Володимир Володимирович | 01.11.2010            | середня | позапартійний          | тимчасово не працює                 |
| 6        | Дорожинський Петро Борисович   | 01.11.2010            | вища    | позапартійний          | загальноосвітня школа, вчитель      |
| 7        | Рибчак Ярослав Антонович       | 01.11.2010            | вища    | позапартійний          | пенсіонер                           |
| 8        | Кутень Андрій Андрійович       | 01.11.2010            | вища    | позапартійний          | тимчасово не працює                 |
| 9        | Вальчук Валерій Сергійович     | 01.11.2010            | середня | позапартійний          | тимчасово не працює                 |
| 10       | Волошин Ярослав Романович      | 01.11.2010            | вища    | позапартійний          | Будинок культури, художній керівник |
| 11       | Барановський Микола Васильович | 01.11.2010            | середня | позапартійний          | тимчасово не працює                 |
| 12       | Сукар Володимир Миколайович    | 01.11.2010            | середня | позапартійний          | пенсіонер                           |
| 13       | Ковальчук Олег Ростиславович   | 01.11.2010            | середня | позапартійний          | приватний підприємець               |
| 14       | Висоцький Антін Володимирович  | 01.11.2010            | вища    | позапартійний          | пенсіонер                           |
| 15       | Галат Галина Богданівна        | 01.11.2010            | вища    | позапартійна           | приватний підприємець               |
| 16       | Віцяк Галина Андріївна         | 01.11.2010            | вища    | позапартійна           | РЦСС, спеціаліст                    |